# エディンソン・カバーニ
- エディソン・カバーニ

エディンソン・ロベルト・カバーニ・ゴメス（Edinson Roberto Cavani Gómez, 1987年2月14日 - ）は、ウルグアイ・サルト出身のサッカー選手。元ウルグアイ代表。ポジションはフォワード。ボカ・ジュニアーズ所属。
セリエAとリーグ・アンで得点王を獲得。ウルグアイ代表でもルイス・スアレスに次ぐ歴代2位の得点記録（58得点）を誇るストライカーである。
「エル・マタドール」として知られる。

## クラブ経歴

### ダヌービオ
ダヌービオでデビューし、同年には19歳ながらレギュラーとして13得点を記録した。2006年2月にはイタリアで行われたビアレッジョ・トーナメントに出場して活躍し、インテルが獲得に乗り気だったが、設定された移籍金50万ユーロが高すぎるとして獲得には至らなかった。ユヴェントス、レアル・マドリード、PSVアイントホーフェン、パレルモが争奪戦を繰り広げ、激しい争奪戦の末、2007年1月31日、移籍期限最終日に移籍金500万ユーロでパレルモに移籍した。

### USチッタ・ディ・パレルモ
2007年の南米ユース選手権でウルグアイ代表に貢献した後、ユヴェントスやACミランを始めとするいくつかのビッグクラブがカバーニとの契約に関心を示したと伝えられていた。
しかし、2007年1月29日、パレルモの会長マウリツィオ・ザンパリーニはカバーニとの署名を発表した。この署名は1月31日に正式に確認され、移籍金額は約450万ユーロで契約された。
セリエAデビュー戦となるフィオレンティーナ戦で相手のクリアボールをペナルティーエリア外からワンタッチボレーシュートで直接決め、その試合の後、ファン・バステンの再来と評された。その後も出番を与えられこのシーズン2得点(7試合)の活躍を見せた。
ただ、2007-08シーズンは3トップのサイドで起用されたため期待に応えられなかった。
2008-09シーズンはアマウリの移籍によりレギュラーとして3トップの中央や2トップでプレーし好調を維持、リーグ戦チームトップタイの14得点を記録した。
2010年4月、パレルモと2014年6月まで契約を延長した。

### SSCナポリ
2010-11シーズン前に同じセリエAの強豪ナポリに500万ユーロでレンタル移籍した（1600万ユーロでの買取りオプション付き）。移籍後はセリエA第19節のユヴェントス戦や第31節のラツィオ戦でハットトリックを達成するなどゴールを量産し続け、最終的にシーズン通して35試合に出場し26ゴールをあげ自身は得点ランキング2位となった。この活躍もありチームはリーグ戦を3位で終え、2011-12シーズンのUEFAチャンピオンズリーグ出場権を獲得した。シーズン終了後、ナポリは買取りオプションを行使し、完全移籍となった。また、このシーズンはUEFAヨーロッパリーグにも出場しグループリーグ第5節のユトレヒト戦ではハットトリックを達成した。勝たなければグループリーグ敗退という状況で迎えた最終節のステアウア・ブカレスト戦では後半ロスタイムにコーナーキックからヘディングシュートで決勝ゴールをあげ、チームを決勝トーナメントへ導いた。しかし、決勝トーナメント1回戦のビジャレアル戦ではゴールを奪うことは出来ずチームも敗退した。
2011-12シーズンもゴールを量産し続け、最終的にシーズン通して35試合に出場し23ゴールをあげ自身は得点ランキング3位となった。
2012-13シーズンは、29ゴールを挙げる活躍を見せ、初のセリエA得点王に輝いた。

### パリ・サンジェルマン
ナポリでの活躍から、レアル・マドリードやマンチェスター・シティ、チェルシー、ユヴェントスといった国内外の強豪が獲得に興味を示したが、6300万ユーロとも言われる高額な契約解除金に躊躇するクラブが多かった。2013年7月16日、パリ・サンジェルマンはカバーニの獲得を発表。契約は5年間で移籍金は6300万ユーロと推定される。背番号は9番。2016-17シーズンは35得点を記録、リーグ優勝は逃したが、リーグ・アン得点王と最優秀選手賞を受賞した。2017年10月27日、リーグ戦で2得点をあげて、PSGにおけるリーグ・アンの2500点目を記録した。11月5日、第12節のアンジェSCO戦で2得点を決めて自身のリーグ・アンにおける通算得点が100点を達成した。11月22日、UEFAチャンピオンズリーググループステージ、セルティックFC戦を迎えたパリSGは、カバーニの2得点など7-1で勝利を収め、カバーニはパリ・サンジェルマンでの通算得点数を「151」に伸ばした。2018年1月17日の第21節、ディジョンFCO戦の前半に得点を挙げ、ズラタン・イブラヒモビッチの持つクラブ歴代最多得点記録である156ゴールに並んだ。後半にチームがPKを獲得し、最多得点記録更新のチャンスが巡ってきたが、カバーニはネイマールにPKキッカーを譲り、この試合での記録更新はならなかった。その後、第23節のモンペリエHSC戦の前半に先制点を挙げ、クラブ歴代最多得点記録を更新した。2018年11月ASモナコ戦でハットトリックを決め勝利に貢献した。リーグ戦は21試合の出場ながら18ゴールを決めた。
2019-20シーズンにはマウロ・イカルディが起用される事が増えた影響で先発出場が減った。冬の移籍市場でアトレティコ・マドリードへの移籍が報道されたが、結局破談に終わりPSGに残留した。2020年2月23日、リーグ・アン第26節FCジロンダン・ボルドー戦でゴールを決めPSGでの通算200ゴールを達成した。同シーズン、チームはチャンピオンズリーグで勝ち上がっていたものの、短期契約の延長をせずにシーズン途中に退団する形となった。

### マンチェスター・ユナイテッド
PSG退団後は、アトレティコ・マドリードやSLベンフィカとの契約が噂されていたものの、結局は実現せず、10月に入り、マンチェスター・ユナイテッドFCとの契約が迫っていると報じられた。
2020年10月5日、マンチェスター・ユナイテッドと2年契約を締結した。背番号はアレクシス・サンチェスが退団して空き番号となっていた7番。11月7日、リーグ第8節のエヴァートン戦で移籍後初ゴールを挙げた。ヨーロッパリーグ準決勝のASローマ戦、1stレグでは2ゴール2アシスト、2ndレグでも2ゴールを挙げて、チームを決勝進出に導いた。これらの活躍もあり、10日には1年間の契約延長が発表された。2022年5月27日、契約満了で退団となり、カバーニはユナイテッドファンに感謝の意を述べた。

### バレンシア
2022年8月29日、バレンシアCFはカバーニの獲得を発表。リーガ第9節のエルチェ戦で移籍後初得点となるPKを含め2得点を挙げた。

### ボカ・ジュニアーズ
2023年7月29日、ボカ・ジュニアーズへフリーで移籍し、1年半契約を結んだ。

## 代表経歴

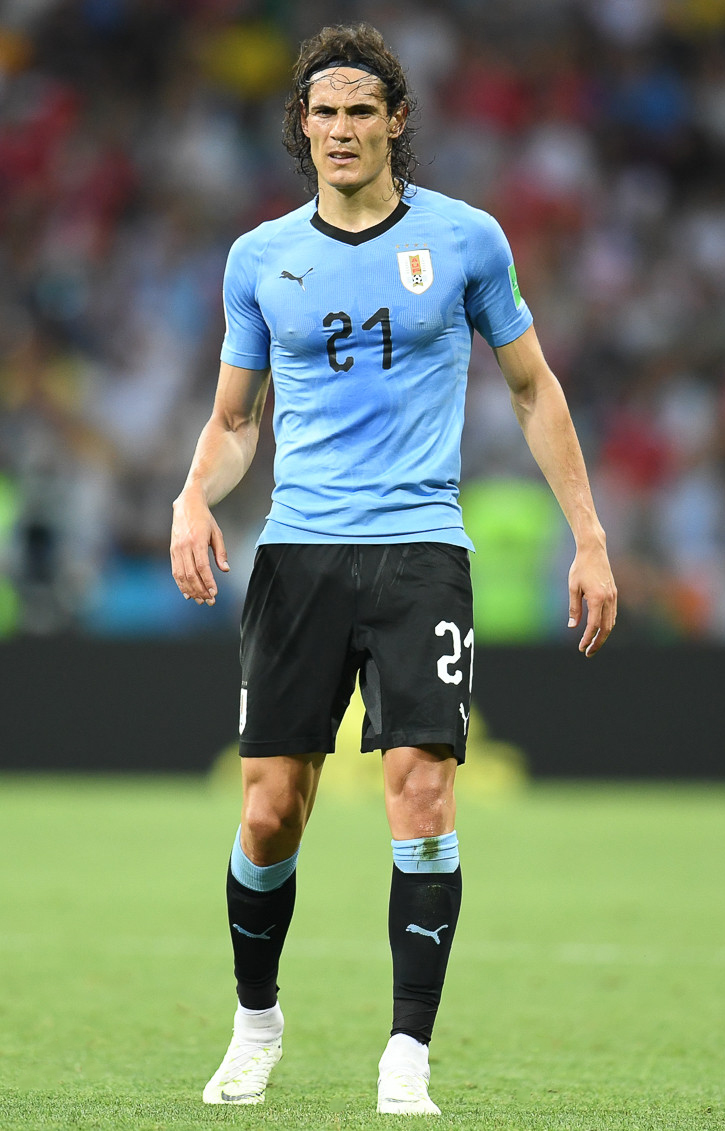
ウルグアイ代表でのカバーニ (2018年)

### U-20代表
U-20ウルグアイ代表として背番号9番とキャプテンマークを背負い臨んだ南米ユース選手権において7得点を記録し、ブラジルのアレシャンドレ・パトなどを抑えて得点王に輝く。チームは3位に終わりU-20ワールドカップへの出場権は得たものの北京オリンピックへの出場権は逃した。
セリエAでの初年度を終えた後の2007 FIFA U-20ワールドカップでは不本意な成績に終わったチームにおいて3得点をマークし実力を見せつけた。

### ウルグアイA代表デビュー
U-20代表やクラブでの活躍を受けて2008年2月6日のコロンビア戦でウルグアイA代表デビューを果たし、この試合で代表初得点を挙げた。

### ロンドン五輪・コンフェデ杯
ロンドン五輪ではオーバーエイジ枠の1人として参加し、翌年のFIFAコンフェデレーションズカップ2013では準決勝のブラジル戦で同点ゴールを挙げるも1-2で敗れてウルグアイは3位決定戦に回った。3位決定戦のイタリア代表との試合で、カバーニは2ゴールを挙げたがチームはPK戦の末に敗れて4位で大会を終えた。

### 南アフリカW杯
FIFAワールドカップ・南アフリカ大会ではディエゴ・フォルラン、ルイス・スアレスに次ぐFWとして出場。3位決定戦のドイツ戦では同点ゴールを挙げた。
7月27日、親善試合のアンゴラ戦で途中出場で83分にチームの先制ゴールを記録した。10月8日のインドネシアとの親善試合で代表で初めてのハットトリックを達成。この試合ではルイス・スアレスもハットトリックを達成し7-1の大勝を飾った。

### ブラジルW杯

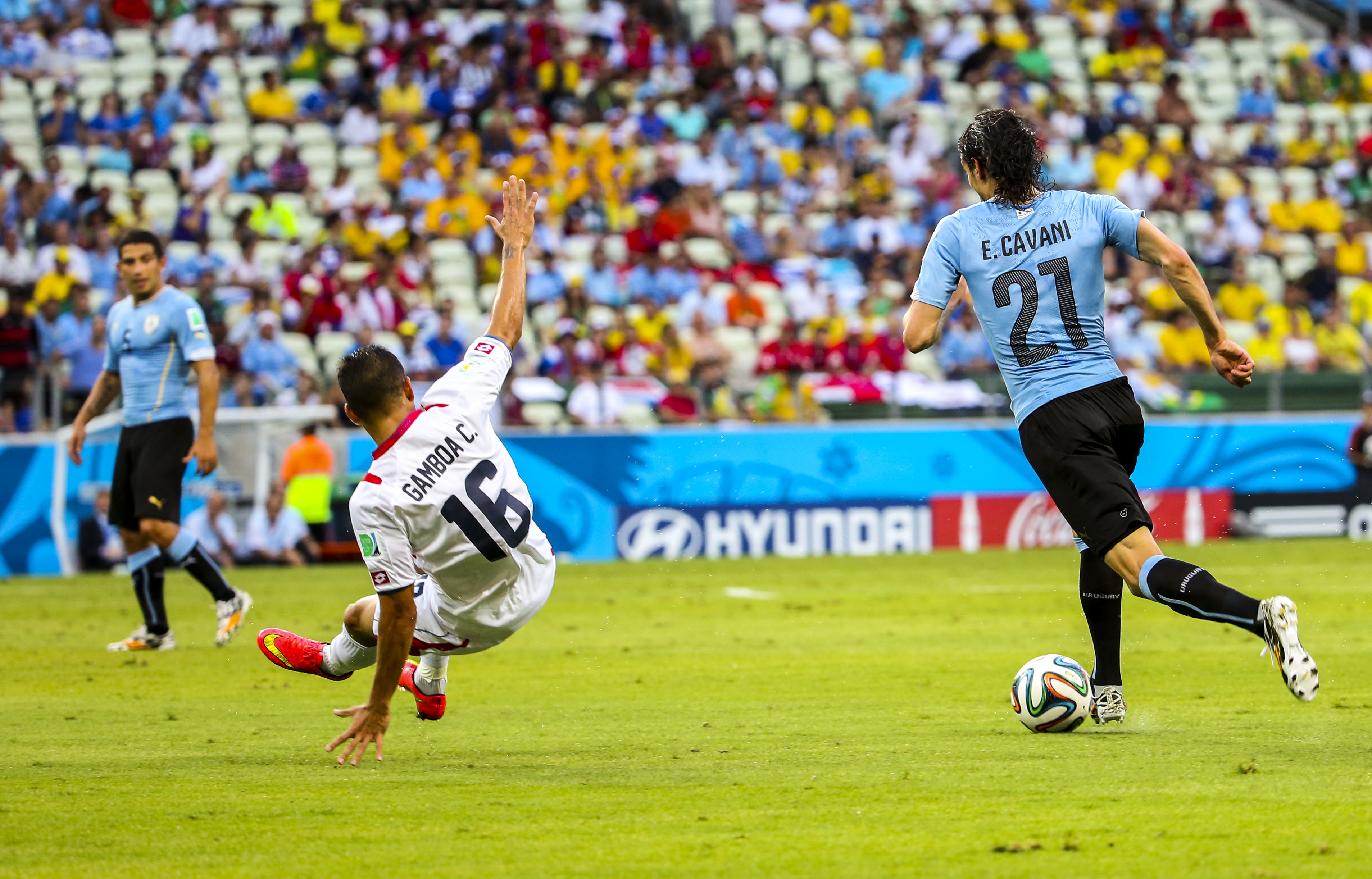
ブラジルW杯・グループリーグコスタリカ戦でのカバーニ（右）

2013年11月13日、アンマンで開催されたヨルダンとの2014 FIFAワールドカップ・大陸間プレーオフで得点を挙げ、本大会出場権を獲得した。
FIFAワールドカップ・ブラジル大会に出場し、グループリーグのコスタリカ戦でPKによるゴールを決めた。

### コパ・アメリカ2015
チリで開催されたコパ・アメリカ2015では、ルイス・スアレスが前年のブラジルW杯のイタリア戦でのジョルジョ・キエッリーニに対する噛みつき行為によって出場停止処分中であったこともあり、チームのキーマンとして参加した。チリ戦の直前にカバーニの父は重大な交通事故を起こして逮捕されており、カバーニはチリとの試合後にウルグアイに帰国するつもりだった。しかし、試合後半にチリのFWアレクシス・サンチェスが倒されてプレーが一時中断されていた最中に、チリのDFゴンサロ・ハラは事故についての件に触れて「お前の親父は20年刑務所入りだな」と耳元でカバーニを挑発し、直後にカバーニの臀部に中指を突き刺した。
それに対してカバーニが左肩で払いのけると、ハラは顔を叩かれたことをアピールするかのように大きく倒れ、直前のハラの行為を目撃していなかったサンドロ・リッチ主審はカバーニに対してこの日2枚目となるイエローカードを提示した。この判定に対してカバーニも激しく抗議したが判定は覆らずレッドカードが提示されてカバーニのみが退場となった。
カバーニの退場後、終盤にマウリシオ・イスラの得点を許し、さらにホルヘ・フシーレとオスカル・タバレス監督も退場・退席処分を受けて最終的にウルグアイは0-1で敗れて大会を去った。
この騒動について開催国でもあり初優勝を目指していたチリ国内では、当時コパ・アメリカ最多優勝国であったウルグアイを破った一因でもあるハラの行為を1986年のW杯準々決勝でのディエゴ・マラドーナによる「神の手」になぞらえ「神の指」と称賛する声もあったが、ハラの所属クラブであるマインツのスポーツディレクターは彼の行為を批判。さらにウルグアイサッカー協会はハラを南米サッカー連盟に提訴し、ブラジル代表を率いていたドゥンガ監督もこの提訴を全面的に支持。
ハラには罰金と事実上の大会追放となるトーナメントの残りの試合への出場禁止処分が下された。
2018年3月26日のウェールズ戦で通算100試合出場を達成した。

### ロシアW杯

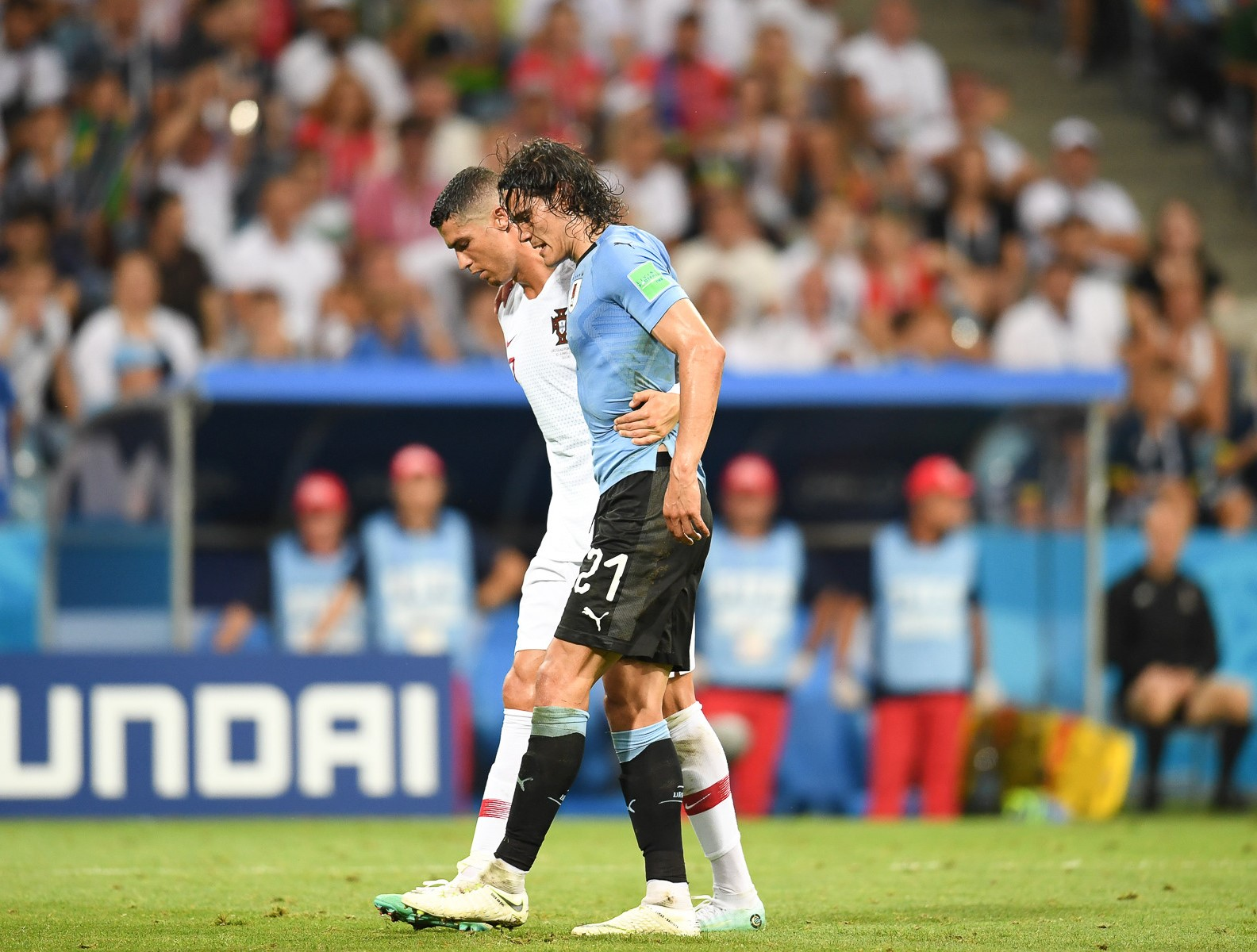
クリスティアーノ・ロナウドに肩を貸されてベンチに下がる様子

2018 FIFAワールドカップではグループリーグ第3戦のロシア戦で1ゴールを決めると、決勝トーナメント1回戦のポルトガル戦ではスアレスとのコンビネーションから決勝点を含む2ゴールを挙げ勝利に貢献。しかしこの試合で左脚脹脛を負傷し、ポルトガルのクリスティアーノ・ロナウドに肩を貸されながら途中交代。続く準々決勝のフランス戦は欠場し、ウルグアイも敗退した。

### コパ・アメリカ2019
2019年6月に行われたコパ・アメリカ2019では、初戦のエクアドル戦にてボレーシュートでゴールネットを揺らしてカバーニは11戦目にしてコパ・アメリカ初ゴールを挙げた。29日、準々決勝のペルー戦では、スコアレスドローで迎えた後半にカバーニが抜け出してGKとの1対1を制したが、VARによってオフサイドと判断され得点にならず、PK戦(4-5)の末に敗退した。
2019年11月のアルゼンチン戦でゴールを決め、代表通算50ゴールを達成した。

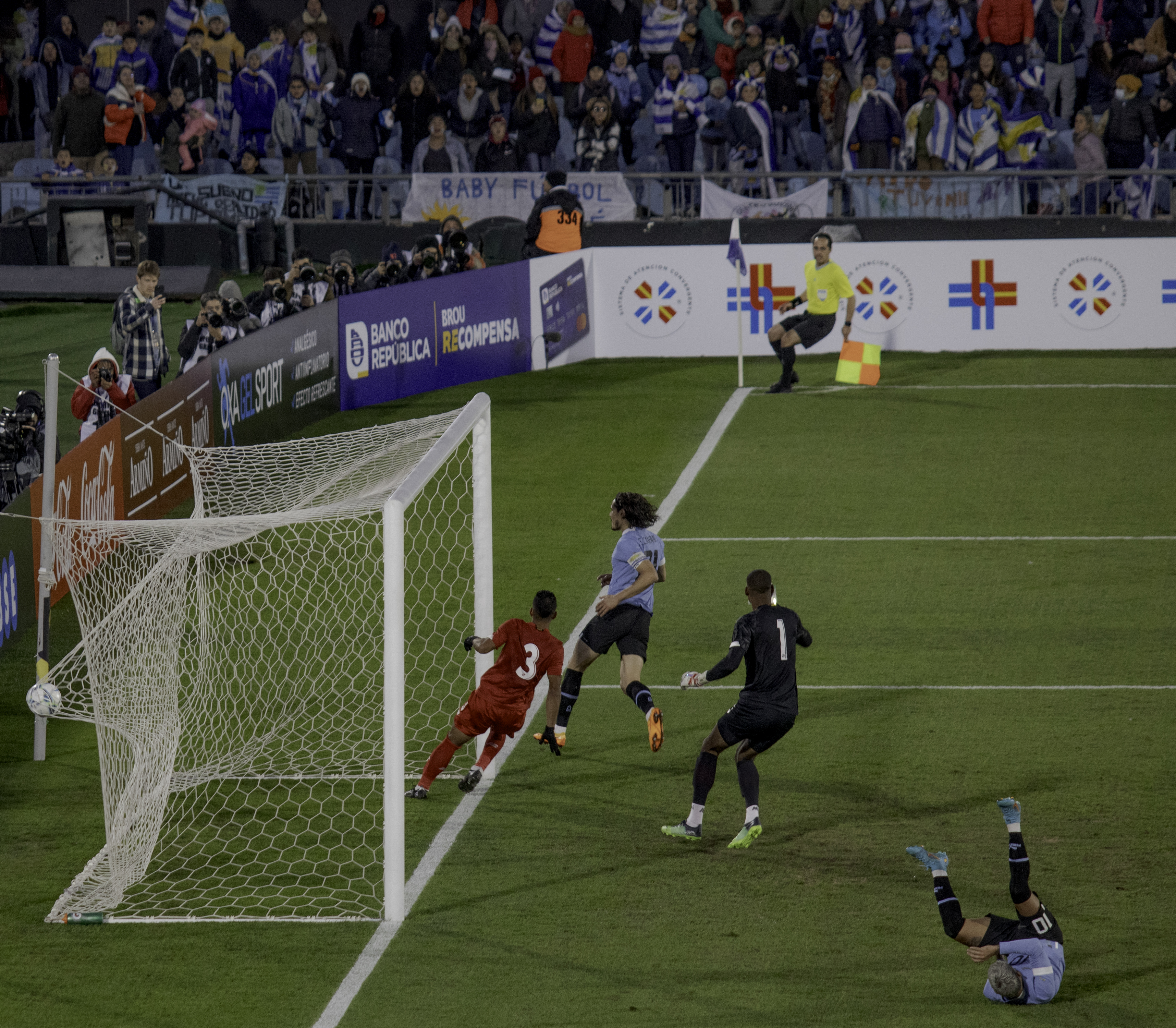
パナマ戦で得点を挙げた際のカバーニ

2022年6月11日、パナマ代表との親善試合では2得点を挙げてチームの勝利に貢献。この得点がセレステのユニフォームを着ての最後の得点となった。

### カタールW杯
2022年11月10日、カタールW杯に向けたメンバーの1人に選ばれた。グループリーグ最終節のガーナ戦では倒されたが、PKを与えられなかったことにより得失点差で決勝トーナメントに進出出来なかったことに腹を立て、VARモニターの器具を殴り倒し、ジョー・コールからこの行為を批判された。2023年1月27日、国際サッカー連盟はカバーニに対し、1試合の出場停止処分と1万5000スイスフラン（約211万円）の罰金が課されることとなった。
ウルグアイ代表監督のマルセロ・ビエルサはコパ・アメリカ2024に向けた代表候補メンバーの一員にカバーニを含めていたが、2024年5月30日、自身のSNS上で代表引退を発表した。代表では通算136試合に出場して同国歴代2位となる58得点を記録し、W杯では17試合に出場してウルグアイ人選手として最多のW杯出場回数を記録した。

## 人物
2007年に結婚し、妻との間に2児を設けたが、自身の浮気が原因で2012年末に破局。離婚調停の結果、月に2万5000ユーロの慰謝料を支払うこととなった。
2017年9月17日、オリンピック・リヨン戦においてチームメイトであるネイマールとPKキッカーを巡り揉める姿を見られ、最終的にカバーニ本人が蹴り失敗したことによりネイマールとの不仲が報じられた。これについてネイマールは20日のトレーニング前にロッカールームにて謝罪し、21日には同じくチームメイトであるダニエウ・アウベスのセッティングにより両者が夕食を共にしたとされている。 この騒動についてカバーニ本人は「フットボールでは、よくあること。それが過剰に受け取られてしまった。僕たちは全員、事態が大きくなり過ぎたことを理解している。こういう出来事は、ロッカールーム内で解決される。何事も解決策があるからね。今はすべてが落ち着いているよ」と語り、不仲説を一蹴した。

## プレースタイル
恵まれた体格やジャンプ力といった身体能力に加え、直接フリーキックを決めることができるキック精度や、スピード、パワー、90分間絶えず走り続けることができるスタミナ、そして相手ディフェンダーの隙を突きながらクロスやラストパスに合わせる嗅覚を兼ね備えた万能型のフォワードである。そのバランスがとれたプレースタイルのため、ウルグアイではディエゴ・フォルランやルイス・スアレス、パリ・サンジェルマンではズラタン・イブラヒモヴィッチやネイマールといった他のフォワードを引き立てる「黒子」とされることもある。頻繁に自陣まで全力疾走で戻ってボールを追うほどの献身的な守備も特徴であり、パリ・サンジェルマンのチームメイトであるマルコ・ヴェッラッティ、マルキーニョス、パリ・サンジェルマンOBのアラン・ロシュもカバーニの献身性やメンタリティーを賞賛している。
リーグ・アンで対峙した酒井宏樹は、「80分くらいは（ゴール前で）ポジションを取ってないような選手ですけど、他の10分で2、3点取ってくる選手。ペナルティエリア内での仕事が一番得意な選手」と評している。

## 個人成績

### クラブでの成績
2024年6月24日現在
| クラブ                       | シーズン       | リーグ戦                 | リーグ戦 | リーグ戦 | カップ戦 | カップ戦 | リーグ杯 | リーグ杯 | 国際大会 | 国際大会 | その他 | その他 | 通算 | 通算 |
| クラブ                       | シーズン       | ディビジョン             | 出場     | 得点     | 出場     | 得点     | 出場     | 得点     | 出場     | 得点     | 出場   | 得点   | 出場 | 得点 |
| ---------------------------- | -------------- | ------------------------ | -------- | -------- | -------- | -------- | -------- | -------- | -------- | -------- | ------ | ------ | ---- | ---- |
| ダヌービオ                   | 2005-06        | ウルグアイ・プリメーラ   | 10       | 4        | 5        | 3        | —        | —        | —        | —        | —      | —      | 15   | 7    |
| ダヌービオ                   | 2006-07        | ウルグアイ・プリメーラ   | 15       | 5        | —        | —        | —        | —        | —        | —        | —      | —      | 15   | 5    |
| ダヌービオ                   | 通算           | 通算                     | 25       | 9        | —        | —        | —        | —        | —        | —        | —      | —      | 30   | 12   |
| パレルモ                     | 2006-07        | セリエA                  | 7        | 2        | —        | —        | —        | —        | —        | —        | —      | —      | 7    | 2    |
| パレルモ                     | 2007-08        | セリエA                  | 33       | 5        | 2        | 0        | —        | —        | 2        | 0        | —      | —      | 37   | 5    |
| パレルモ                     | 2008-09        | セリエA                  | 35       | 14       | 1        | 1        | —        | —        | —        | —        | —      | —      | 36   | 15   |
| パレルモ                     | 2009-10        | セリエA                  | 34       | 13       | 3        | 2        | —        | —        | —        | —        | —      | —      | 37   | 15   |
| パレルモ                     | 通算           | 通算                     | 109      | 34       | 6        | 3        | —        | —        | 2        | 0        | —      | —      | 117  | 37   |
| ナポリ                       | 2010-11        | セリエA                  | 35       | 26       | 2        | 0        | —        | —        | 10       | 7        | —      | —      | 47   | 33   |
| ナポリ                       | 2011-12        | セリエA                  | 35       | 23       | 5        | 5        | —        | —        | 8        | 5        | —      | —      | 48   | 33   |
| ナポリ                       | 2012-13        | セリエA                  | 34       | 29       | 1        | 1        | —        | —        | 7        | 7        | 1      | 1      | 43   | 38   |
| ナポリ                       | 通算           | 通算                     | 104      | 78       | 8        | 6        | —        | —        | 25       | 19       | 1      | 1      | 138  | 104  |
| パリ・サンジェルマン         | 2013-14        | リーグ・アン             | 30       | 16       | 2        | 1        | 3        | 4        | 8        | 4        | 0      | 0      | 43   | 25   |
| パリ・サンジェルマン         | 2014-15        | リーグ・アン             | 35       | 18       | 4        | 4        | 3        | 3        | 10       | 6        | 1      | 0      | 53   | 31   |
| パリ・サンジェルマン         | 2015-16        | リーグ・アン             | 32       | 19       | 5        | 2        | 4        | 1        | 10       | 2        | 1      | 1      | 52   | 25   |
| パリ・サンジェルマン         | 2016-17        | リーグ・アン             | 36       | 35       | 3        | 2        | 3        | 4        | 8        | 8        | 0      | 0      | 50   | 49   |
| パリ・サンジェルマン         | 2017-18        | リーグ・アン             | 32       | 28       | 5        | 3        | 2        | 2        | 8        | 7        | 1      | 0      | 48   | 40   |
| パリ・サンジェルマン         | 2018-19        | リーグ・アン             | 21       | 18       | 3        | 2        | 2        | 1        | 7        | 2        | 0      | 0      | 33   | 23   |
| パリ・サンジェルマン         | 2019-20        | リーグ・アン             | 14       | 4        | 2        | 2        | 2        | 0        | 3        | 1        | 1      | 0      | 22   | 7    |
| パリ・サンジェルマン         | 通算           | 通算                     | 200      | 138      | 24       | 16       | 19       | 15       | 54       | 30       | 4      | 1      | 301  | 200  |
| マンチェスター・ユナイテッド | 2020-21        | プレミアリーグ           | 26       | 10       | 3        | 0        | 1        | 1        | 9        | 6        | —      | —      | 39   | 17   |
| マンチェスター・ユナイテッド | 2021-22        | プレミアリーグ           | 15       | 2        | 1        | 0        | 0        | 0        | 4        | 0        | —      | —      | 20   | 2    |
| マンチェスター・ユナイテッド | 通算           | 通算                     | 41       | 12       | 4        | 0        | 1        | 1        | 13       | 6        | —      | —      | 59   | 19   |
| バレンシア                   | 2022-23        | ラ・リーガ               | 25       | 5        | 2        | 2        | —        | —        | —        | —        | 1      | 0      | 28   | 7    |
| ボカ・ジュニアーズ           | 2023           | アルゼンチン・プリメーラ | 8        | 1        | 2        | 1        | —        | —        | 6        | 1        | —      | —      | 16   | 3    |
| ボカ・ジュニアーズ           | 2024           | アルゼンチン・プリメーラ | 14       | 8        | 2        | 3        | —        | —        | 4        | 3        | —      | —      | 20   | 14   |
| ボカ・ジュニアーズ           | 通算           | 通算                     | 22       | 9        | 4        | 4        | —        | —        | 10       | 4        | —      | —      | 36   | 17   |
| キャリア総通算               | キャリア総通算 | キャリア総通算           | 526      | 285      | 53       | 34       | 20       | 16       | 104      | 59       | 6      | 2      | 708  | 396  |

### 代表での成績
出場大会
- U-20 ウルグアイ代表
  - 2007年 - 2007 南米ユース選手権（3位）
  - 2007年 - 2007 FIFA U-20ワールドカップ（ベスト16）
- U-23 ウルグアイ代表
  - 2012年 - ロンドン五輪（グループステージ敗退）
- ウルグアイ代表
  - 2010年 - 2010 FIFAワールドカップ（4位）
  - 2011年 - コパ・アメリカ2011（優勝）
  - 2013年 - FIFAコンフェデレーションズカップ2013（4位）
  - 2014年 - 2014 FIFAワールドカップ（ベスト16）
  - 2015年 - コパ・アメリカ2015（ベスト8）
  - 2016年 - コパ・アメリカ・センテナリオ（グループステージ敗退）
  - 2018年 - 2018 FIFAワールドカップ（ベスト8）
  - 2019年 - コパ・アメリカ2019（ベスト8）
  - 2021年 - コパ・アメリカ2021（ベスト8）
  - 2022年 - 2022 FIFAワールドカップ（グループステージ敗退）

### 試合数
- 国際Aマッチ 136試合 58得点（2008年 - 2022年）[24]

| ウルグアイ代表 | 国際Aマッチ | 国際Aマッチ |
| 年             | 出場        | 得点        |
| -------------- | ----------- | ----------- |
| 2008           | 4           | 1           |
| 2009           | 8           | 0           |
| 2010           | 12          | 7           |
| 2011           | 12          | 2           |
| 2012           | 9           | 3           |
| 2013           | 15          | 7           |
| 2014           | 10          | 4           |
| 2015           | 8           | 4           |
| 2016           | 11          | 9           |
| 2017           | 9           | 3           |
| 2018           | 11          | 6           |
| 2019           | 7           | 4           |
| 2020           | 2           | 1           |
| 2021           | 8           | 2           |
| 2022           | 10          | 5           |
| 通算           | 136         | 58          |

### 代表での得点
| #   | 開催日         | 開催地                                                   | 対戦国               | スコア | 結果        | 大会                          |
| --- | -------------- | -------------------------------------------------------- | -------------------- | ------ | ----------- | ----------------------------- |
| 1.  | 2008年2月6日   | モンテビデオ, エスタディオ・センテナリオ                 | コロンビア           | 1–2    | 2–2         | 親善試合                      |
| 2.  | 2010年3月3日   | ザンクト・ガレン, AFGアレーナ                            | スイス               | 3–1    | 3–1         | 親善試合                      |
| 3.  | 2010年6月26日  | ポート・エリザベス, ネルソン・マンデラ・ベイ・スタジアム | ドイツ               | 1–1    | 2–3         | 南アフリカW杯・3位決定戦      |
| 4.  | 2010年8月11日  | リスボン, エスタディオ・ド・レステロ                     | アンゴラ             | 1–0    | 2–0         | 親善試合                      |
| 5.  | 2010年10月8日  | ジャカルタ, ゲロラ・ブン・カルノ・スタジアム             | インドネシア         | 1–1    | 7–1         | 親善試合                      |
| 6.  | 2010年10月8日  | ジャカルタ, ゲロラ・ブン・カルノ・スタジアム             | インドネシア         | 6–1    | 7–1         | 親善試合                      |
| 7.  | 2010年10月8日  | ジャカルタ, ゲロラ・ブン・カルノ・スタジアム             | インドネシア         | 7–1    | 7–1         | 親善試合                      |
| 8.  | 2010年10月12日 | 武漢市, 武漢体育中心                                     | 中国                 | 2–0    | 4–0         | 親善試合                      |
| 9.  | 2011年3月30日  | ダブリン, アビバ・スタジアム                             | アイルランド         | 2–1    | 3–2         | 親善試合                      |
| 10. | 2011年10月7日  | モンテビデオ, エスタディオ・センテナリオ                 | ボリビア             | 3–1    | 4–2         | ブラジルW杯・予選             |
| 11. | 2012年2月29日  | ブカレスト, スタディオヌル・ナツィオナル                 | ルーマニア           | 1–0    | 1–1         | 親善試合                      |
| 12. | 2012年9月11日  | モンテビデオ, エスタディオ・センテナリオ                 | エクアドル           | 1–1    | 1–1         | ブラジルW杯・予選             |
| 13. | 2012年11月14日 | グダニスク, PGEアリーナ                                  | ポーランド           | 2–0    | 3–1         | 親善試合                      |
| 14. | 2013年6月12日  | シウダーグアヤナ, ポリデポルティボ・カチャマイ           | ベネズエラ           | 1–0    | 1–0         | ブラジルW杯・予選             |
| 15. | 2013年6月26日  | ベロオリゾンテ, ミネイロン                               | ブラジル             | 1–1    | 1–2         | コンフェデ杯2013              |
| 16. | 2013年6月30日  | サルヴァドール, アレーナ・フォンチ・ノヴァ               | イタリア             | 1–1    | 2–2 (4-5 p) | コンフェデ杯2013              |
| 17. | 2013年6月30日  | サルヴァドール, アレーナ・フォンチ・ノヴァ               | イタリア             | 2–2    | 2–2 (4-5 p) | コンフェデ杯2013              |
| 18. | 2013年9月10日  | モンテビデオ, エスタディオ・センテナリオ                 | コロンビア           | 1–0    | 2–0         | ブラジルW杯・予選             |
| 19. | 2013年10月15日 | モンテビデオ, エスタディオ・センテナリオ                 | アルゼンチン         | 3–2    | 3–2         | ブラジルW杯・予選             |
| 20. | 2013年11月13日 | アンマン, アンマン国際スタジアム                         | ヨルダン             | 5–0    | 5–0         | ブラジルW杯・大陸間プレーオフ |
| 21. | 2014年6月4日   | モンテビデオ, エスタディオ・センテナリオ                 | スロベニア           | 1–0    | 2–0         | 親善試合                      |
| 22. | 2014年6月14日  | フォルタレザ, カステロン                                 | コスタリカ           | 1–0    | 1–3         | ブラジルW杯                   |
| 23. | 2014年9月5日   | 札幌市, 札幌ドーム                                       | 日本                 | 1–0    | 2–0         | 親善試合                      |
| 24. | 2014年11月13日 | モンテビデオ, エスタディオ・センテナリオ                 | コスタリカ           | 3–2    | 3–3         | 親善試合                      |
| 25. | 2015年3月28日  | アガディール, スタッド・アドラール                       | モロッコ             | 1–0    | 1–0         | 親善試合                      |
| 26. | 2015年6月6日   | モンテビデオ, エスタディオ・センテナリオ                 | グアテマラ           | 2–0    | 5–1         | 親善試合                      |
| 27. | 2015年6月6日   | モンテビデオ, エスタディオ・センテナリオ                 | グアテマラ           | 3–0    | 5–1         | 親善試合                      |
| 28. | 2015年11月12日 | キト, エスタディオ・オリンピコ・アタウアルパ             | エクアドル           | 1–1    | 1–2         | ロシアW杯・予選               |
| 29. | 2016年3月25日  | レシフェ, アレナ・ペルナンブーコ                         | ブラジル             | 1–2    | 2–2         | ロシアW杯・予選               |
| 30. | 2016年3月29日  | モンテビデオ, エスタディオ・センテナリオ                 | ペルー               | 1–0    | 1–0         | ロシアW杯・予選               |
| 31. | 2016年5月27日  | モンテビデオ, エスタディオ・センテナリオ                 | トリニダード・トバゴ | 1–1    | 3–1         | 親善試合                      |
| 32. | 2016年5月27日  | モンテビデオ, エスタディオ・センテナリオ                 | トリニダード・トバゴ | 2–1    | 3–1         | 親善試合                      |
| 33. | 2016年9月6日   | モンテビデオ, エスタディオ・センテナリオ                 | パラグアイ           | 1–0    | 4–0         | ロシアW杯・予選               |
| 34. | 2016年9月6日   | モンテビデオ, エスタディオ・センテナリオ                 | パラグアイ           | 4–0    | 4–0         | ロシアW杯・予選               |
| 35. | 2016年10月6日  | モンテビデオ, エスタディオ・センテナリオ                 | ベネズエラ           | 2–0    | 3–0         | ロシアW杯・予選               |
| 36. | 2016年10月6日  | モンテビデオ, エスタディオ・センテナリオ                 | ベネズエラ           | 3–0    | 3–0         | ロシアW杯・予選               |
| 37. | 2016年11月15日 | サンティアゴ, エスタディオ・ナシオナル・デ・チリ         | チリ                 | 1–0    | 1–3         | ロシアW杯・予選               |
| 38. | 2017年3月23日  | モンテビデオ, エスタディオ・センテナリオ                 | ブラジル             | 1–0    | 1–4         | ロシアW杯・予選               |
| 39. | 2017年10月10日 | モンテビデオ, エスタディオ・センテナリオ                 | ボリビア             | 2–1    | 4–2         | ロシアW杯・予選               |
| 40. | 2017年11月14日 | ウィーン, エルンスト・ハッペル・シュターディオン         | オーストリア         | 1–1    | 1–2         | 親善試合                      |
| 41. | 2018年3月23日  | 南寧市, 広西体育中心                                     | チェコ               | 2–0    | 2–0         | チャイナ・カップ              |
| 42. | 2018年3月26日  | 南寧市, 広西体育中心                                     | ウェールズ           | 1–0    | 1–0         | チャイナ・カップ              |
| 43. | 2018年6月25日  | サマーラ, サマーラ・アリーナ                             | ロシア               | 3–0    | 3–0         | ロシアW杯                     |
| 44. | 2018年6月30日  | ソチ, フィシュト・オリンピックスタジアム                 | ポルトガル           | 1–0    | 2–1         | ロシアW杯                     |
| 45. | 2018年6月30日  | ソチ, フィシュト・オリンピックスタジアム                 | ポルトガル           | 2–1    | 2–1         | ロシアW杯                     |
| 46. | 2018年10月16日 | さいたま市, 埼玉スタジアム2002                           | 日本                 | 2–2    | 3–4         | 親善試合                      |
| 47. | 2019年6月16日  | ベロオリゾンテ, ミネイロン                               | エクアドル           | 2–0    | 4–0         | コパ・アメリカ2019            |
| 48. | 2019年6月24日  | リオデジャネイロ, マラカナン・スタジアム                 | チリ                 | 1–0    | 1–0         | コパ・アメリカ2019            |
| 49. | 2019年11月15日 | ブダペスト, プシュカーシュ・アレーナ                     | ハンガリー           | 1–0    | 2–1         | 親善試合                      |
| 50. | 2019年11月19日 | ヤッファ, ブルームフィールド・スタジアム                 | アルゼンチン         | 1–0    | 2–2         | 親善試合                      |
| 51. | 2020年11月13日 | バランキージャ, メトロポリターノ・ロベルト・メレンデス   | コロンビア           | 1–0    | 3–0         | カタールW杯・予選             |
| 52. | 2021年6月24日  | クイアバ, アレーナ・パンタナール                         | ボリビア             | 2–0    | 2–0         | コパ・アメリカ2021            |
| 53. | 2021年6月28日  | リオデジャネイロ, エスタジオ・ニウトン・サントス         | パラグアイ           | 1–0    | 1–0         | コパ・アメリカ2021            |
| 54. | 2022年2月1日   | モンテビデオ, エスタディオ・センテナリオ                 | ベネズエラ           | 3–0    | 4–1         | カタールW杯・予選             |
| 55. | 2022年6月2日   | グレンデール, ステートファーム・スタジアム               | メキシコ             | 2–0    | 3–0         | 親善試合                      |
| 56. | 2022年6月2日   | グレンデール, ステートファーム・スタジアム               | メキシコ             | 3–0    | 3–0         | 親善試合                      |
| 57. | 2022年6月11日  | モンテビデオ, エスタディオ・センテナリオ                 | パナマ               | 1–0    | 5–0         | 親善試合                      |
| 58. | 2022年6月11日  | モンテビデオ, エスタディオ・センテナリオ                 | パナマ               | 2–0    | 5–0         | 親善試合                      |

## タイトル

### クラブ
ダヌービオ
- プリメーラ・ディビシオン : 2006-07

ナポリ
- コッパ・イタリア : 2011-12

パリ・サンジェルマンFC
- リーグ・アン : 2013-14, 2014-15, 2015-16, 2017-18, 2018-19, 2019-20
- クープ・ドゥ・ラ・リーグ : 2013-14, 2014-15, 2015-16, 2016-17, 2017-18
- クープ・ドゥ・フランス : 2014-15, 2015-16, 2016-17, 2017-18
- トロフェ・デ・シャンピオン : 2013, 2014, 2015, 2016, 2017, 2018, 2019

### 代表
ウルグアイ代表
- コパ・アメリカ : 2011

### 個人
- 南米ユース選手権得点王 : 2007（7得点）
- コッパ・イタリア得点王 : 2011-12（5得点）
- セリエA得点王 : 2012-13（29得点）
- セリエAベストイレブン : 2010-11, 2011-12, 2012-13
- リーグ・アン最優秀チーム : 2013-14, 2016-17, 2017-18
- リーグ・アン最優秀選手 : 2016-17
- リーグ・アン得点王 : 2016-17 (35得点), 2017-18 (28得点)
- リーグ・アン年間最優秀チーム : 2013-14, 2016-17, 2017-18
- ゴールデンフット賞 : 2018